# Robin Hood (película de 2010)
Robin Hood es una película de 2010 sobre la leyenda de Robin Hood dirigida por Ridley Scott y protagonizada por Russell Crowe y Cate Blanchett. La película ofrece una nueva perspectiva sobre la historia de Robin Hood, en la que este es un criminal perseguido por el Sheriff de Nottingham, un servidor de la ley.
El argumento transcurre en un país políticamente inestable, amenazado por la guerra civil y la invasión francesa, sin recursos y con una población que pasa hambre. Se basa en el guion Nottingham, en el que el héroe es el sheriff, aunque Scott cambió el argumento haciéndolo más cercano a la leyenda conocida.
El rodaje, que comenzó el 30 de marzo de 2009, se realizó en Inglaterra y Gales con expertos en fotografía, escenografía y efectos visuales.

## Argumento
En 1199, Robinhood (Russell Crowe) es uno de los arqueros del ejército del rey Ricardo Corazón de León (Danny Huston), durante la Tercera Cruzada.
El ejército inglés asalta el castillo de Châlus en Francia, el rey Ricardo es herido de muerte por un cocinero, usando el arma de un ballestero mientras este comía. Un grupo de caballeros, al haber perdido a su rey, deciden devolver la corona a Londres para que su hermano, el príncipe Juan (Oscar Isaac), herede el trono. Estos caballeros son emboscados por lord Godfrey (Mark Strong), un noble inglés aliado a los franceses, pero la emboscada es detenida por Robin Longstride y sus amigos, entre los que se encuentran el Pequeño Juan (Kevin Durand), Will Scarlet (Scott Grimes) y Allan A'Dayle (Alan Doyle). Sir Godfrey huye, y Robin intenta atinar un flechazo, pero solo le roza una mejilla causándole una laceración leve, pero visible, que le afea el rostro.  
Uno de los caballeros que son emboscados, es Sir Robert Loxley (Douglas Hodge), quien tenía el deber de devolver personalmente la corona a Inglaterra. Loxley muere en brazos de Robin después de encargarle a él, el deber de devolver la corona y entregar su espada a su ciego padre, Sir Walter Loxley (Max Von Sydow). Luego de razonar sobre los peligros a los que se estarán expuestos llegando a Inglaterra como plebeyos a entregar la corona, Robin y sus compañeros deciden tomar las armaduras y emblemas de los cruzados, se hacen pasar por ellos y embarcan en la nave que esperaba a los verdaderos caballeros.
Esa noche, mientras los falsos cruzados se embriagaban y cantaban, Robin nota que la empuñadura de la espada de Loxley estaba recubierta por un alambre de cobre. Robin lo quita y lee una inscripción: "Levántate una y otra vez, hasta que los corderos se conviertan en leones". Esa inscripción le resulta familiar.
Una vez llegan a su destino, una gran multitud de nobles y plebeyos, de toda Inglaterra, encabezada por el príncipe Juan y su madre, se reúne en el puerto a las orillas del Támesis creyendo que su rey ha regresado. Pero Robin, suplantando a Sir Robert Loxley, baja del barco, con la corona real en sus manos, cubierta con la bandera de Inglaterra simbolizando la muerte del rey. La madre de Ricardo y de Juan, Leonor de Aquitania (Eileen Atkins), entonces, dominando las emociones de su dolor, corona a su otro hijo, Juan, con la frase ceremonial propia de estos casos: "¡el rey ha muerto! ¡Viva el rey!".
Robin decide cumplir la promesa que le hizo a sir Robert Loxley antes de morir. En el camino conoce a su viuda, lady Marian (Cate Blanchett), nuera de sir Walter. Este, al enterarse de la muerte de su hijo, y sopesar los peligros de que esto se sepa, tomando en cuenta su edad, su deteriorada salud, y la carencia de un heredero varón, opta por plantearle a Robin que siga suplantando a sir Robert, ya que solo así, con él tomando el lugar de su hijo, podría mantenerse vivo el espíritu de Nottingham, y proteger su herencia, a cambio de contarle sobre su pasado y de su padre y conservar la espada, aunque también el acuerdo implique hacerse pasar por el esposo de lady Marian, con quien no se lleva bien. Robin acepta e inicia una nueva vida como noble terrateniente.
Sir Walter, que había peleado junto a Thomas Longstride (Mark Lewis Jones), el padre de Robin, logra hacerle recordar sobre la extraña inscripción en la empuñadura: esa frase la había tallado el padre de Robin en una enorme roca en el norte, en presencia del entonces pequeño Robin. Luego, frente a esa roca, el padre de Robin sería ejecutado y su cuerpo enterrado bajo ella. 
Los constantes ataques del rey francés Felipe (Jonathan Zaccaï) y su ejército, así como la traición de sir Godfrey, que era el hombre de más confianza del rey Juan, hacen que Inglaterra caiga en un caos total, más aún porque Juan, desconociendo todavía los tratos de Sir Godfrey le ordena partir a recaudar impuestos a las tierras del norte de Inglaterra, a la fuerza si es necesario, una avanzada Francesa infiltrada en el reino masacra a las tropas de Juan y comienza a devastar el norte de Inglaterra en nombre del Rey Juan, ello para desatar una guerra civil entre los Barones de la región y la corona que hiciera más fácil una invasión Francesa, Godfrey parte a invadir Nottingham para asesinar a Robin, ya que solo él sabe de su traición. Robin había viajado al norte a buscar esa enorme roca de sus recuerdos, lugar al que había ido el rey Juan a intentar poner de su lado a los Barones. Lo logra al prometer firmar la Carta Magna, que favorecerá equitativamente a nobles y ciudadanos.
Robin Longstride, ahora conocido como Robin Hood, y sus amigos, y el ejército del rey Juan, en alianza con los nobles del norte, deciden levantarse unidos contra los franceses invasores inicialmente liberando Nottingham aunque no pueden evitar la muerte de Sir Walter y varios aldeanos a manos de Godfrey y sus maleantes, para enfrentar después a los Franceses cuando están desembarcando en la costa de Inglaterra, dirigidos por su rey, que permanece en la retaguardia. Los ingleses no han sido tomados por sorpresa, gracias a un sistema de vigías costeros que había avisado, utilizando palomas mensajeras, de la invasión apenas la avanzada del ejército en las naves invasoras se había hecho visible desde la costa.  
En la batalla, Robin descubre que lady Marian se le ha unido secretamente, disfrazada de caballero y decidida a vengar a Sir Wálter, pero es derribada por sir Godfrey; Robin la defiende, enfrentándose entonces a este mientras Juan por su lado se une a la batalla junto a los Barones. Derrotado en el enfrentamiento cuerpo a cuerpo con Robin, y ante la superioridad manifiesta de los ingleses, Sir Godfrey monta un caballo e intenta escapar, pero Robin toma su arco y con una puntería impresionante le atraviesa el cuello de un flechazo, a pesar de la distancia. Lo que queda de las tropas francesas en la retaguardia con el rey Felipe se retira luego de que la mayor parte de sus efectivos ha sido aniquilada en la misma costa por los ingleses, no gracias a Juan, sino a Robin Hood. 
Como había prometido previamente, Juan debe firmar la Carta Magna, pero este se niega a firmar y la quema delante del abundante público que esperaba la tan preciada libertad. No solo no firma la Carta Magna, sino que además declara a Robin Hood prófugo de la ley debido a los delitos que ha cometido (usar ilegalmente un título de lord). Robin Hood entonces, junto a lady Marian y hombres del pueblo de Nottingham, se alzan en resistencia, forman el grupo de forajidos sociales conocido como "Los Hombres Felices", y se internan y hacen fuertes en el bosque de Sherwood... y nace entonces la conocida leyenda.

## Reparto
| Intérprete        | Personaje                       |
| ----------------- | ------------------------------- |
| Russell Crowe     | Robin Longstride/Robin Hood     |
| Cate Blanchett    | Lady Marian Loxley              |
| Max von Sydow     | Sir Walter Loxley               |
| Mark Strong       | Sir Godfrey                     |
| Oscar Isaac       | Rey Juan I                      |
| Kevin Durand      | Pequeño Juan                    |
| Mark Addy         | Fraile Tuck                     |
| Danny Huston      | Ricardo Corazón de León         |
| Matthew Macfadyen | Sheriff de Nottingham           |
| William Hurt      | Sir William Marshal             |
| Eileen Atkins     | Reina madre Leonor de Aquitania |
| Léa Seydoux       | Isabel de Angulema              |
| Scott Grimes      | Will Scarlet                    |
| Alan Doyle        | Allan A'Dayle                   |
| Douglas Hodge     | Sir Robert Loxley               |
| Jonathan Zaccaï   | Rey Felipe II de Francia        |
| Mark Lewis Jones  | Thomas Longstride               |
| Simon McBurney    | Padre Tancred                   |
| Luke Evans        | Ayudante del Sheriff            |

## Imprecisiones históricas
La película muestra que los hechos ocurrieron en el siglo XIII, pero en realidad Ricardo Corazón de León vivió en el siglo XII. Además se muestra al rey Felipe II de Francia con intención de invadir Inglaterra, de hecho, lo intenta. Pero en realidad ocurrió lo contrario: Ricardo Corazón de León era quien atacaba las costas francesas. Felipe conquistó Normandia después de la muerte de Ricardo, pero no la invadió personalmente. Después de que Juan I de Inglaterra incumpliera los términos de la Carta Magna los barones ingleses invitaron al hijo de Felipe de Francia a que invadiera Inglaterra. [cita requerida]
La película muestra a Juan de Inglaterra negociando la Carta de Derechos justo después de convertirse en rey. Esa situación nunca tuvo lugar. La Carta Magna se firmó 16 años después de que Juan se convirtiera en rey, tras una disputa con los barones. Aseguraba derechos para la nobleza, no para los ciudadanos. La imprecisión llega al punto de que la muerte de Ricardo Corazón de León se relata de una manera absolutamente distinta a como se dio realmente en los hechos históricos.